# Alondra (telenovela)
Alondra es una telenovela mexicana de época, producción de Carla Estrada para Televisa en 1995. Adaptación de Casandra una obra original de Yolanda Vargas Dulché publicada en 1982 en la exitosa revista Lágrimas, risas y amor, la historia relata las aventuras de una muchacha de buena familia que está por fuera de los estándares de su época, siendo una joven rebelde y liberal.   
Fue protagonizada por Ana Colchero, Ernesto Laguardia y el primer actor Gonzalo Vega, con las actuaciones antagónicas de la primera actriz Beatriz Sheridan y Juan Manuel Bernal y las actuaciones estelares de Verónica Merchant, Fernando Colunga, Ernesto Godoy, Emoé de la Parra, el primer actor Eric del Castillo y el regreso a la televisión de la primera actriz Marga López. Así como la participación especial de Diana Bracho prestando su voz para narrar la historia.

## Argumento
La historia comienza con la imagen de un diario al que da lectura Alondra (Diana Bracho) ya grande, quien indica que nació en el pueblo de San Miguel mostrando unas imágenes que dejan ver claramente que se trata de San Miguel de Allende en el Estado de Guanajuato.
Vemos en una segunda escena al padre de Alondra, Baldomero Díaz (Eric del Castillo) al lado de la madre de Alondra, Verónica Real de Díaz (Jacqueline Andere), quien agonizante pide ver por última vez a su hija, una vez que se ha despedido de ella muere, narrando una vez más Alondra (Yuliana Peniche) que ella tenía cinco años cuando esto ocurrió, y más aún cuanto este hecho había marcado su vida, siendo el hecho más importante que a partir de este momento es el amor de su padre en el que ella se sintió apoyada.
Posteriormente, y ante la necesidad de ayuda Baldomero invita a vivir con ellos a su hermana Loreto Díaz vda. de Escobar (Beatriz Sheridan), inmediatamente vemos una escena en un vagón de ferrocarril en donde Loreto viaja con sus dos hijos, Rigoberto (Isaac Edid) y María Elisa (Valentina García) indicando que esta última es de la misma edad que Alondra. Una vez que han llegado a la estación Baldomero y Alondra ya los están esperando, en este encuentro se presentan ambas familias, Loreto se muestra dulce con Alondra, sin embargo, en este momento hace un comentario acerca del nombre de Alondra indicando que no era un nombre cristiano por lo que no entendía cómo había podido ser bautizada con este nombre.
Una vez en casa de Baldomero, se ven escenas de Alondra y Maria Elisa jugando felizmente, sin embargo, la narración de Alondra nos dice que esa calma duró pocos meses ya que su tía Loreto comenzó a mostrarse tal cual era, interrumpiendo sus juegos y reprendiendo duramente a Alondra e incluso lastimándola jalándole el cabello, a pesar de los intentos de María Elisa por defenderla, Loreto insiste en que todo es culpa de Alondra, siguiendo la narración cuenta como ella sentía que su tía  le iba tomando odio, que siempre estaba vigilándola y más aún que le adjudicaba las travesuras realizadas por su primo Rigoberto.
Al poco tiempo Loreto convence a Baldomero de enviar a Alondra y María Elisa a un internado religioso para que ambas estudien ahí, sin embargo, en la primera noche en el internado Alondra se escapa del internado volviendo sola a casa.

## Elenco
- Ana Colchero - Alondra Díaz Real De Támez
- Gonzalo Vega - Bruno Leblanc
- Ernesto Laguardia - Carlos Támez
- Marga López - Leticia del Bosque
- Beatriz Sheridan - Loreto Díaz vda. de Escobar
- Verónica Merchant - María Elisa Escobar Díaz de Gutiérrez
- Juan Manuel Bernal - Rigoberto Escobar
- Fernando Colunga - Teniente Raúl Gutiérrez
- Eric del Castillo - Baldomero Díaz
- Olivia Bucio - Carmelina Hernández de Díaz
- Cécica Bernasconi - Sagrario
- Jorge Martínez de Hoyos - Alfredito González y Sandoval
- Beatriz Aguirre - Rosita del Olmo de González y Sandoval
- Katie Barberi - Rebecca Montes de Oca
- Héctor Gómez - Padre Gervacio
- Amparo Arozamena - Matilde "Maty" Ruiz Martínez
- Emoé de la Parra - Cristina Iturriga de Leblanc
- Gustavo Ganem - Ramiro Estrada
- Silvia Mariscal - Mercedes vda. de Támez
- Joel Núñez - Germán Aguirre
- Blanca Torres - Barbarita
- Queta Carrasco - Rosario
- Dina de Marco - Trini Gómez
- Ernesto Godoy - Robertito Hurtado
- Queta Lavat - Concepción Hurtado
- Justo Martínez González - Jorge
- Aurora Molina - Rita
- Mónika Sánchez - Enriqueta
- Guillermo Murray - Lic. Pelegrín Casasola
- Bertín Osborne - Capitán Andrés Kloszt
- Angelina Peláez - Librada Pérez Aguayo
- Tina Romero - Cecilia
- Anahí - Margarita Leblanc
- Omar Gutiérrez - Javier Leblanc
- Rodolfo Vélez - Don Pablo Miranda
- Bertha Moss - Sofía Lascurain
- Jorge Alberto Bolaños - Miguel
- Gabriela Murray - Antonieta "Teta" Gómez
- Mauricio Achar - Jesús "Chucho" Aguirre
- Consuelo Duval - Blanquita de Aguirre
- Irene Arcila - Jovita
- Nerina Ferrer - Gloria de Casasola
- Sergio Klainer - Lic. Gonzalo Ríos
- Alejandro Villeli - Jacinto Alatorre
- Jacqueline Andere - Verónica Real de Díaz
- Teo Tapia - Lic. Ortigoza
- Lourdes Deschamps - Celia
- Roxana Ramos - Berthita "Tita" Gómez
- José Antonio Barón - Mario
- Luis Couturier - Notario de Leticia
- Diana Bracho - Alondra (voz)
- Yuliana Peniche - Alondra (niña)
- Valentina García - María Elisa Escobar Díaz (niña)
- Isaac Edid - Rigoberto Escobar Díaz (niño)
- Maritza Aldana - María
- Genoveva Pérez - Petra
- Alfredo Alfonso - Leopoldo
- Dulcina Carballo - Rufina
- Gustavo del Castillo - Pedro
- Rafael de Quevedo - Ordóñez
- José Antonio Ferral - El "Tejón"
- Arturo Guízar - Joaquín
- Lucía Irurita - Eduviges
- Rodolfo Lago - Francisco
- Willebaldo López - Det. Martínez
- Arturo Lorca - Pancho
- Ximena Sariñana - Pilarica
- Juan Antonio Llanes - Tolemán
- Carlos Osiris- - Mireles
- Benjamín Pineda - José
- Soledad Ruiz - Genoveva
- Víctor Zeuz - Daniel
- Martín Rojas - Marcos
- Fabiola Stevenson - Lucía
- Sebastián Garza - Rolando Acuña
- Arturo Paulet - Octavio Bertolini
- Luis Robles - Celestino
- Guillermo Aguilar - Luis
- Catalina López - Carlotta "Tota" Gómez
- Alberto Larrázabal - Ramón Hanhausen
- Maricarmen Vela - Madre Superiora
- Zoila Quiñones - Florista en la plaza
- Julio Monterde - Doctor
- Luis Bayardo - Padre
- Dulce María - Niña en la iglesia
- Miguel Zamora - Venancio
- Miguel Pizarro

## Equipo de producción
- Argumento Original y Adaptación - Yolanda Vargas Dulché
- Edición literaria - Martha Carrillo, Roberto Hernández Vázquez
- Escenografía - Ricardo Navarrete
- Ambientación - Max Arroyo, Patricia de Vincenzo
- Diseño de vestuario - Lorena Pérez, Silvia Terán
- Diseño de imagen - Mike Salas, Francisco Iglesias
- Director de arte - Juan José Urbini
- Tema musical - Alondra
- Intérprete de canción - José Pablo Gamba
- Arreglos y producción - Jorge Avendaño
- Musicalización - Jesús Blanco
- Edición - Antonio Trejo, Juan José Franco
- Jefe de producción - Guillermo Gutiérrez
- Gerente de producción - Diana Aranda
- Productor asociado - Arturo Lorca
- Directora de cámaras en locación - Isabel Basurto
- Directora de escena en locación - Mónica Miguel
- Director de cámaras - Alejandro Frutos
- Director de escena - Miguel Córcega
- Productora ejecutiva - Carla Estrada

## Cambio de nombre a la obra original
Algo que llamó mucho la atención fue que Yolanda Vargas Dulché cambiara el nombre a su obra original, algo muy inusual en ella, ya que se aseguraba que sus historias al ser adaptadas a cine o televisión no perdieran su esencia, esto se debió a sugerencia de la productora Carla Estrada, para hacer su venta en el extranjero más comercial ya que el nombre de la obra tenía similitud con la telenovela venezolana Kassandra la cual había sido emitida en muchos países con gran éxito. 
Entonces la escritora decide tomar el nombre de su nieta Alondra de la Parra para nombrar la adaptación de su historieta a la televisión, siendo el personaje central el único que cambia su nombre, los demás siguieron conservando el original.

## Exposición al Homenaje deYolanda Vargas Dulchéal Museo de Arte Popular
El 24 de noviembre de 2012 se inauguró una exposición en homenaje Yolanda Vargas Dulché, Contadora de Historias, en el Museo de Arte Popular. La exposición es un homenaje a quien fuera una de las pioneras de las historietas en México, con obras como Memín Pinguín, María Isabel, Rubí, El pecado de Oyuki y Yesenia.
Autora sui géneris, cuya obra se arraigó en el gusto del pueblo por cerca de cuatro décadas, y que ahora el público podrá recordar y disfrutar a través de la Exposición Yolanda Vargas Dulché. Contadora de historias, que presenta el Museo de Arte Popular (MAP), en colaboración con Editorial Vid y Televisa, del 24 de noviembre, de 2012, al 31 de marzo, de 2013.

## Premios y nominaciones

### Premios TVyNovelas 1996
| Categoría                   | Nominado(a)               | Resultado |
| --------------------------- | ------------------------- | --------- |
| Mejor actor protagónico     | Ernesto Laguardia         | Nominado  |
| Mejor actor protagónico     | Gonzalo Vega              | Nominado  |
| Mejor primer actor          | Eric del Castillo         | Nominado  |
| Mejor actriz joven          | Anahí                     | Nominada  |
| Mejor historia o adaptación | Yolanda Vargas Dulché     | Ganadora  |
| Mejor vestuario             | Silvia Terán Lorena Pérez | Ganadoras |

### Premios ACE New York 1996
| Categoría               | Nominado(a)                  | Resultado |
| ----------------------- | ---------------------------- | --------- |
| Mejor programa escénico | Carla Estrada                | Ganadora  |
| Mejor actor             | Gonzalo Vega                 | Ganador   |
| Mejor dirección         | Miguel Córcega Mónica Miguel | Ganadores |